# Miklavž pri Ormožu
Miklavž pri Ormožu este o localitate din comuna Ormož, Slovenia, cu o populație de 262 de locuitori.